# Giuseppe Mannocchi

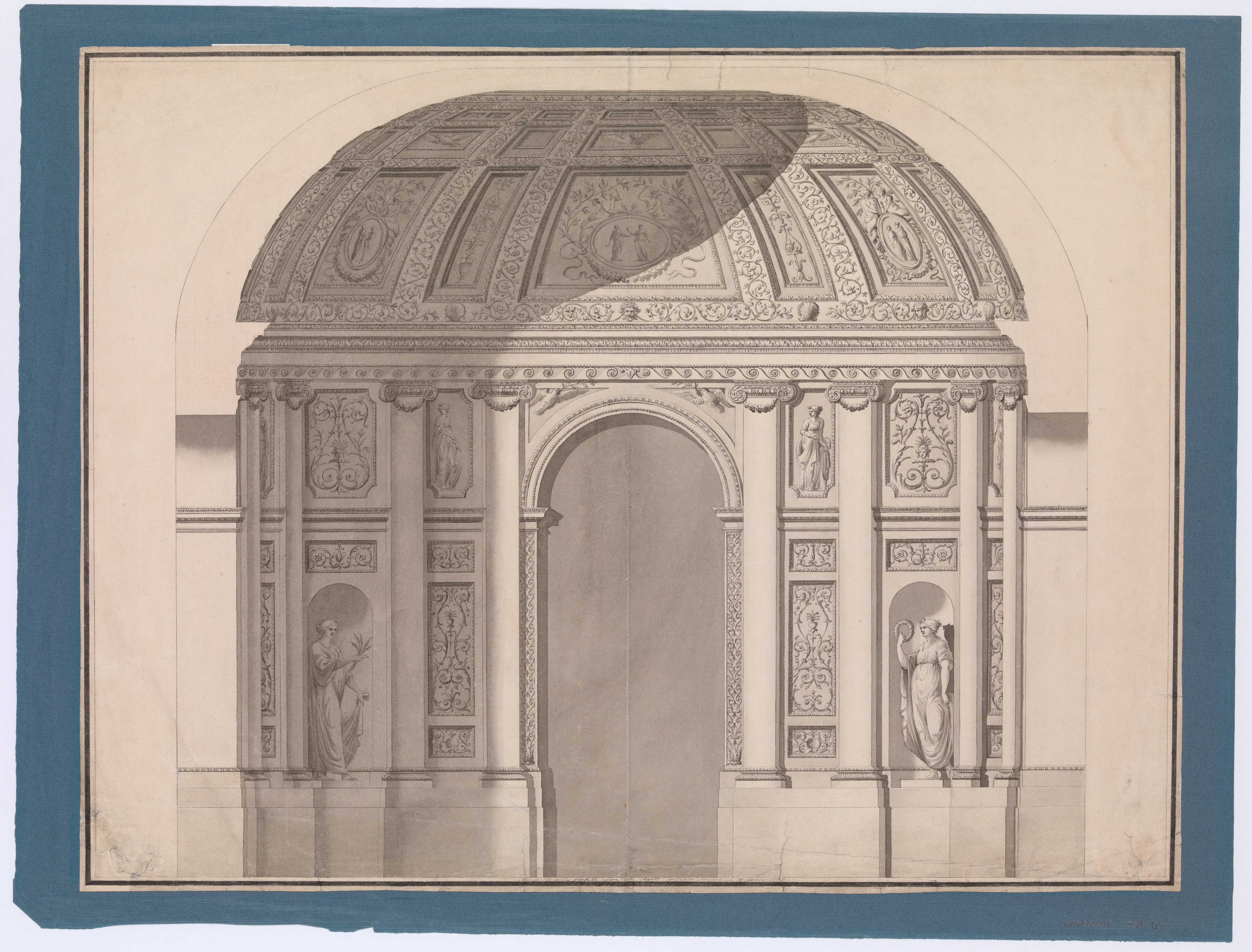
Dessin d'un détail de la villa Doria Pamphilj, pour Alessandro Algardi.

Giuseppe Mannocchi, écrit aussi Giuseppe Manocchi, est un graveur et dessinateur d'architectures italien de l'école romaine, né à Rome vers 1731, et mort dans la même ville le 29 juin 1782.

## Biographie
Giuseppe Mannocchi est connu pour ses modèles de décoration et d'ornementation.  
Il a travaillé dans les bureaux des frères Adam, Robert et James, après le retour de Robert Adam en Angleterre, en 1757. Ses décorations ont inspiré les décors des bâtiments réalisés par Robert Adam au Royaume-Uni, en particulier en introduisant une riche palette de couleurs. George Richardson (1737/8–c.1813) parle de lui avec gratitude dans l'introduction de son livre A Book of Ceilings Composed in the Style of the Antique Grotesque (1776). Giuseppe Mannocchi a conçu un grand nombre des décorations de plafonds réalisés par les frères Adam
Il est revenu à Rome en 1773 après avoir travaillé pendant 16 ans avec les Adam. En 1777-1778, il a travaillé avec Potocki (1755–1821) sur les planches de restitution des décors de la villa Laurentina de Pline le Jeune d'après sa lettre (livre II, 17). Plusieurs de ses dessins se trouvent au musée de l'Ermitage où ils sont probablement arrivés à Saint-Pétersbourg avec Charles-Louis Clérisseau qui avait formé Robert Adam.